# Michelbacher Hütte

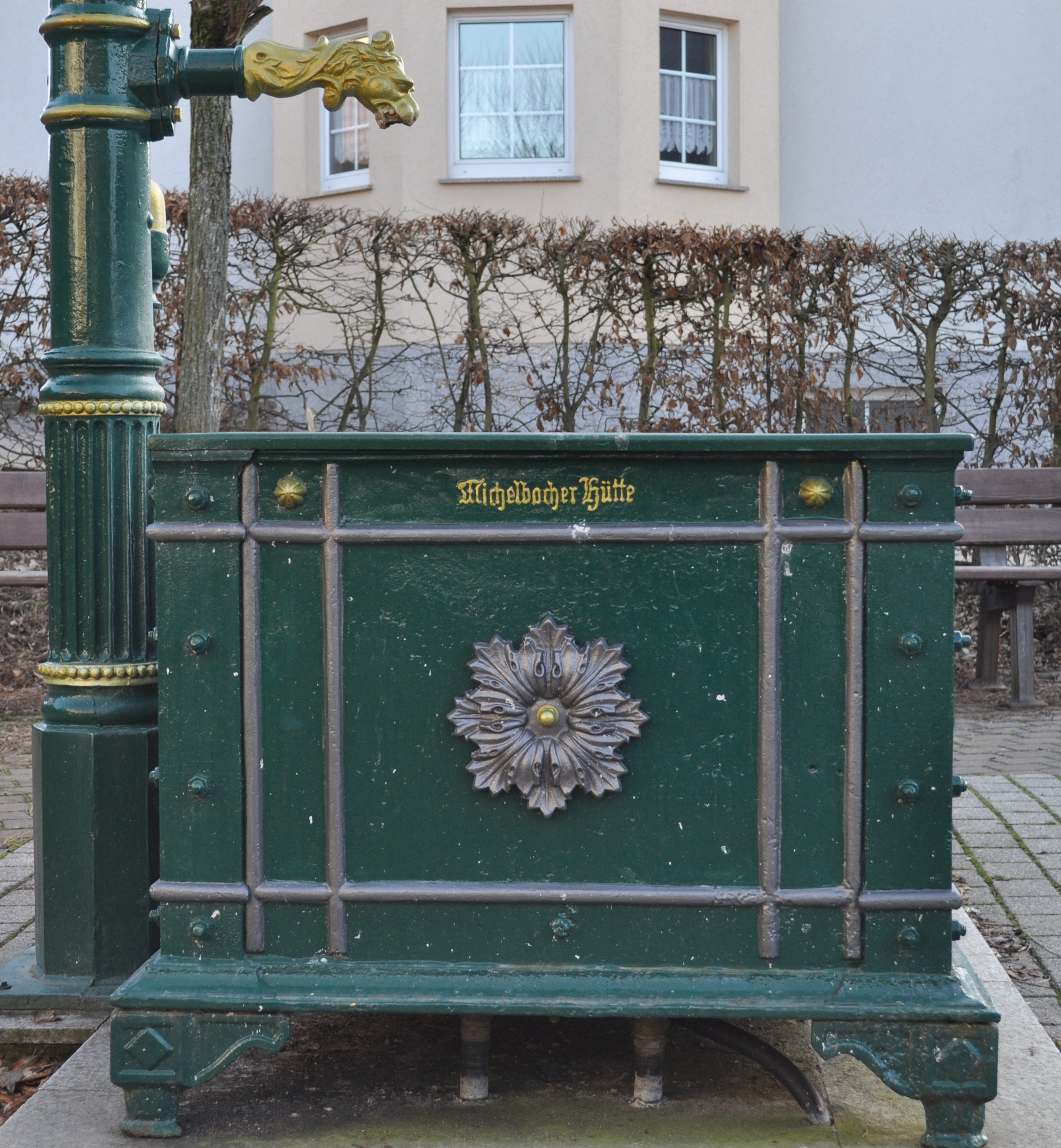
Der Brunnen in Dasbach mit Herstellerangabe

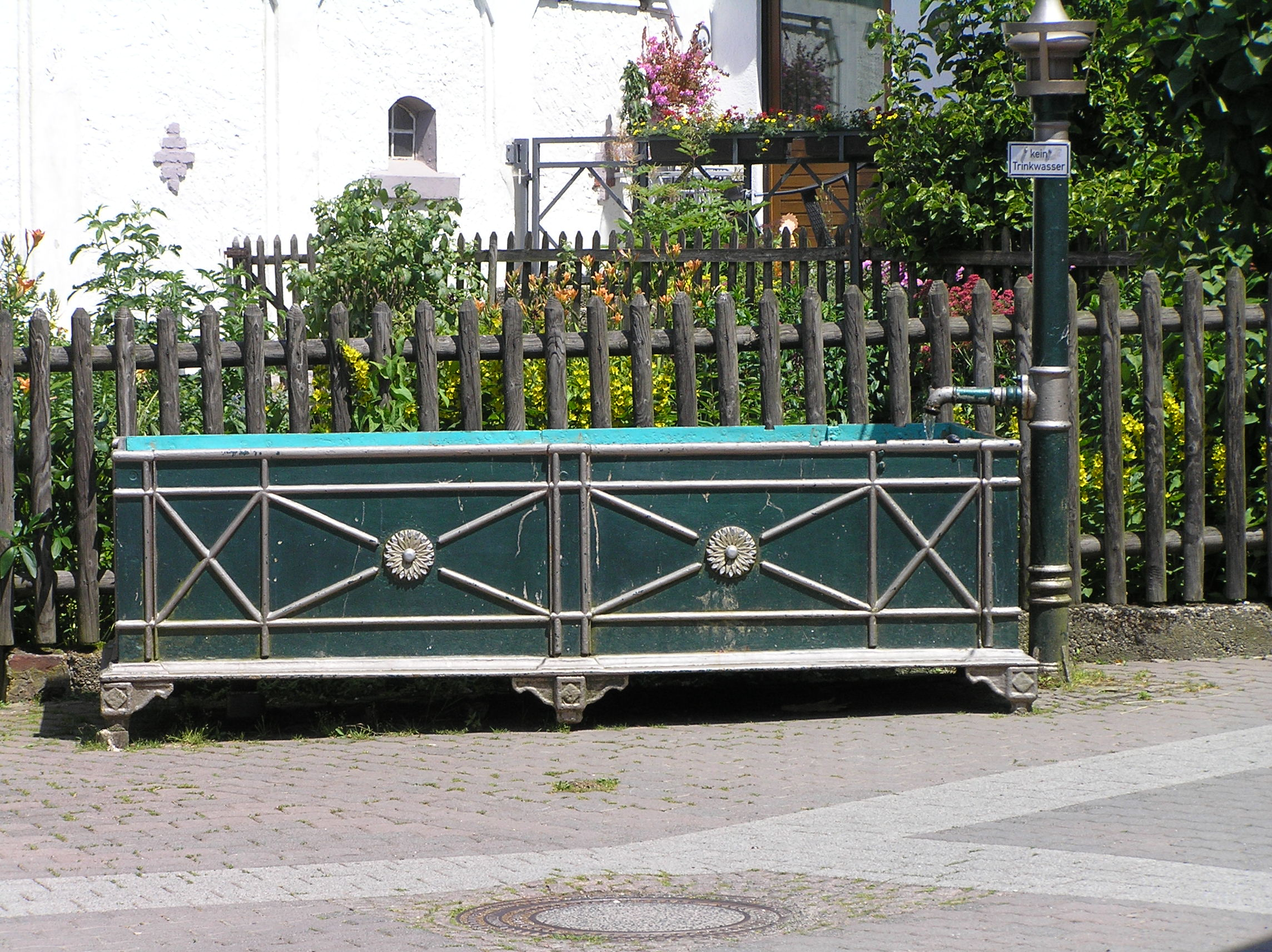
Laufbrunnen in Oberseelbach von der Michelbacher Hütte

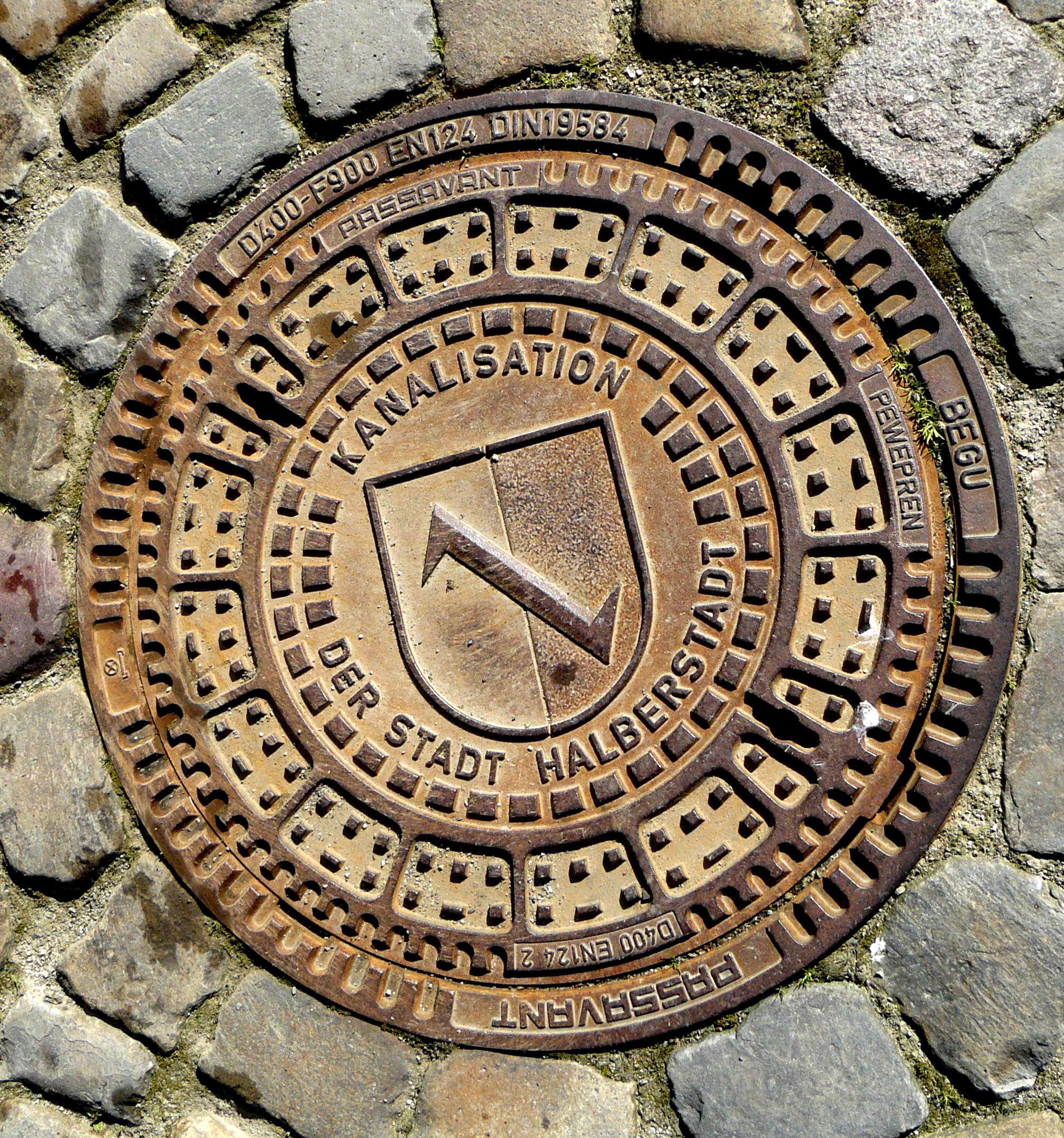
Schachtdeckel der Firma Passavant in Halberstadt

Michelbacher Hütte ist die historische Bezeichnung für eine Eisenhütte im Rheingau-Taunus-Kreis.

## Geschichte
Die Hütte war ein seit 1656 betriebenes landesherrliches Eisenhüttenwerk der Grafen von Nassau-Idstein im Tal der mittleren Aar zwischen Aarbergen-Michelbach und Kettenbach im westlichen Hintertaunus. Sie ist Ausgangspunkt der Eisenstraße nach Taunusstein.
Am späteren Standort der Hütte ist für spätestens 1586 eine Mühle im Eigentum des Hauses Nassau nachgewiesen. Graf Johann, der Begründer der jüngeren Linie des Hauses Nassau-Idstein, trieb den Aufbau des Hüttenbetriebs voran. Zusammen mit der Erzlagerstätte Grube Bonscheuer und dem Eisenhammer bei Burgschwalbach sollte die Michelbacher Hütte einen vorindustriellen Verbund bilden. Mit dem Aufbau am Standort beauftragte der Graf Georg Philipp Plebanus. Anfangs bestand der Betrieb aus einem Hochofen, einem Eisenhammer und den Wasserrädern zur Bereitstellung von Antriebskraft. Die Produktion lag aber deutlich über der Verarbeitungskapazität des örtlichen Hammers, so dass auch die Hämmer in Burgschwalbach und Seitzenhahn von der Michelbacher Hütte aus beliefert wurde. Produziert wurden in dieser Frühphase insbesondere gegossene Öfen und Töpfe, Baueisen sowie Schmiedeeisen zur Weiterverarbeitung in Schmieden. Für das Jahr 1665 ist eine Produktion von rund 30 Tonnen ausgeschmiedetem Eisen überliefert. 1683 verpachtete Nassau-Idstein das Werk erstmals.
Besonders im 17. und 18. Jahrhundert führte der Betrieb der Hütte durch übermäßigen Holzkohleverbrauch zu einer nie wieder dagewesenen Entwaldung im Aar-Gebiet. Die Folge war das Einreißen metertiefer Erosionsschluchten, sogenannter Runsen oder Gullies, die sich bis heute zahlreich in den Wäldern rund um die Hütte finden.
Das Eisenerz in historischer Zeit kam hauptsächlich aus den Eisengruben bei Zollhaus und Rückershausen.
1818 pachtete Anselm Lossen die Hütte, die sein Sohn Karl Lossen leitete, zusammen mit mehreren anderen nassauischen Hüttenstandorten. Die Pachtsumme betrug 800 Gulden pro Jahr und wurde 1847 auf 1645 Gulden erhöht. Nach der Annexion des Herzogtums Nassau durch Preußen kündigte Preußen den Pachtvertrag und suchte einen Käufer. Dies misslang zunächst. Auch die Familie Lossen hatte zu den angebotenen Konditionen kein Interesse. Der dann gefundene Käufer Disch nahm die Produktion gar nicht erst auf und verkaufte 1872 an die Frankfurter Firma Oppenheim & Weill. Diese verkaufte die Hütte am 16. März 1885 an Adolph Passavant.
Unter Adolph Samuel Passavant wurde die Hütte bekannt. Zu dem Erfolg trug eine Konzentration auf Kanalguss bei. Im Jahr 1911 trat sein Sohn Wilhelm in die Geschäftsleitung ein, sechs Jahre später übernahm er die Führung des Betriebs. In den Gemeinden des Taunus finden sich eine Vielzahl von Laufbrunnen aus Gusseisen aus der Michelbacher Hütte. Mit seinen Kanalgussartikeln (Beton-Guss, Begu) wurde Passavant weltbekannt. Kanaldeckel mit der Aufschrift "Passavant" sind fast weltweit verbreitet. Diese Sparte der Passavantwerke wurde im Jahr 2000 durch den Enkel Udo Passavant an die ACO Gruppe verkauft.
Auf Betreiben der Industriellenfamilie Passavant wurde 1894 die Aartalbahn zwischen Zollhaus und Bad Schwalbach fertiggestellt, was die Hütte an das Schienennetz anschloss.
Im Zweiten Weltkrieg stellte Passavant Rüstungsgüter her. Nach dem Krieg wurden Baumaschinen, Kläranlagen und Entwässerungsanlagen sowie Kanalguss produziert. Das Unternehmen wurde an den Bilfinger-Berger-Konzern verkauft. Das Tochterunternehmen Passavant-Geiger GmbH mit Hauptsitz in Aarbergen bietet im weltweiten Vertrieb Komponenten und Systemlösungen im Bereich der Wasser-, Abwasser- und Schlammbehandlung, der Wasserentnahme und der Vakuumtechnologie an. Es vereint die Marken Passavant, Geiger, Noggerath, Intech und RoeVac. Eine Umfirmierung in Aqseptence Group GmbH erfolgte 2016.

## Denkmalschutz
Teile des Werks stehen unter Denkmalschutz. Dies betrifft zunächst das ehemalige Verwaltungsgebäude der Michelbacher Hütte. Das Gebäude befindet sich in beherrschender Lage über dem Werksareal. Es handelt sich um einen Fachwerkbau des 18. Jahrhunderts mit jüngeren Veränderungen des Gefüges. Ein kleiner Dachreiter mit Haubenlaterne und Uhr bestimmt das Aussehen des Daches. An der Giebel- und östlichen Traufseite befindet sich abgerundetes Schwellholz, profiliertes Rähm. Die Haustür und Anbauten stammen aus dem 19. Jahrhundert. Bei den Direktorenwohnhäusern handelt es sich um eine Gruppe aus zwei Wohngebäuden unterschiedlicher Bauzeit. Das ältere, gegen Ende des 19. Jahrhunderts entstandene Gebäude ist in schmuckloser Fachwerkkonstruktion errichtet, daran anschließendes befindet sich ein villenartiges Wohnhaus um 1930. Dieses ist ein verputzter Kubus mit Walmdach und Segmenterker mit runden, gedrechselten Holzsäulen. Die Villa Passavant ist die ehemalige Direktorenvilla des Firmengründers und steht mit Gartenpavillon und Einfriedung unter Denkmalschutz. Das Haus wurde 1890 erbaut, mit nachfolgenden Um- und Anbauten verschiedener Epochen. Heute wird es genutzt als Gästehaus und Schulungsgebäude. Der Komplex ist auf winkelförmigem Grundriss über ansteigendem Geländeniveau, oberhalb eines angestauten Teiches erbaut. Jeweils unterschiedliche Erscheinung der Fassaden zur Hof- und Gartenseite mit neuklassizistischen und Jugendstil-Elementen.